# Microcetus
Microcetus és un gènere extint de cetacis odontocets, possiblement de la família dels waipàtids, que visqueren a l'oceà de Tetis durant l'Oligocè superior, fa entre 23 i 27,3 milions d'anys. Se n'han trobat restes fòssils a les formacions del Doberg (Alemanya) i Qaraqiya (Kazakhstan). Les espècies d'aquest grup tenien les dents petites. M. ambiguus tenia l'esmalt de les corones dotat d'estries longitudinals. Hi ha dubtes sobre el monofiletisme d'aquest gènere. El nom genèric Microcetus significa ‘balena petita’.